# Yahaan
Pour plus de détails, voir Fiche technique et Distribution.
Yahaan est un film indien réalisé par Shoojit Sircar (en) sorti le 29 juillet 2005 en Inde. Ce film a été inspiré par Nafisha, une nouvelle issue d'un livre de Barun Roy. 

## Synopsis
Aman, jeune capitaine de l'armée indienne, prend son poste au Cachemire. Il découvre une région ravagée par la guerre civile qui vit au rythme du couvre feu et des contrôles. Les opérations de pacification le confrontent à la peur et à une brutalité militaire qui le révulse. Déstabilisé et isolé, il accueille sa rencontre avec Adaa comme un rayon de soleil. Musulmane et sœur d'un terroriste, Adaa n'en est pas moins une jeune fille curieuse du monde qui doit à sa grand-mère d'avoir reçu une éducation ouverte et tolérante.
Avec candeur et détermination les deux jeunes gens vont braver le tabou qui interdit aux femmes d'avoir la moindre relation avec les militaires.
Mais Yahaan n'est pas que la description d'un amour naissant. C'est aussi l'histoire d'une guerre “sale” dans un Cachemire pluvieux et boueux que le réalisateur filme dans les teintes gris-bleu. Et puis c'est surtout une population civile, coincée entre l'armée indienne et les terroristes, qui n'en finit pas de souffrir en silence.

## Fiche technique
- Titre : Yahaan
- Réalisation : Shoojit Sircar (en)
- Scénario : Sameer Kohli
- Musique : Shantanu Moitra, Sameer Uddin
- Paroles : Gulzar
- Photographie : Jakob Ihre
- Pays :  Inde
- Durée : 125 minutes
- Dates de sortie :
  -  Inde : 29 juillet 2005

## Distribution
- Jimmy Shergill : Captain Aman Dolly Ahluwalia
- Minissha Lamba (en) : Adaa
- Yashpal Sharma : Shakil Ahmed
- Juhi : Siri
- Sameer Kohli : Army Doctor

## Récompenses
Osian’s Cinefan Film Festival (New Delhi) 2005 : Prix spécial du jury 